# 特定農林水産物等の名称の保護に関する法律
特定農林水産物等の名称の保護に関する法律（とくていのうりんすいさんぶつとうのめいしょうのほごにかんするほうりつ、平成26年6月25日法律第84号）は、農林水産物等の地理的表示の保護に関する日本の法律である。地理的表示法（ちりてきひょうじほう）、特定農林水産物名称保護法（とくていのうりんすいさんぶつめいしょうほごほう）、GI法（ジーアイほう）、地理的表示保護法（ちりてきひょうじほごほう）とも呼ばれる。
主務官庁は農林水産省輸出・国際局知的財産課。本項目では本法に基づく制度である地理的表示保護制度および本法で規定されるGIマークについてもあわせて説明する。

## 概要
本法は、特定農林水産物等の名称の保護に関する制度（地理的表示保護制度）を確立することにより、特定農林水産物等の生産業者の利益の保護を図り、もって農林水産業及びその関連産業の発展に寄与し、併せて需要者の利益を保護することを目的とする（1条）。
本法は「世界貿易機関を設立するマラケシュ協定附属書一Ｃの知的所有権の貿易関連の側面に関する協定」（TRIPS協定）に基づくとされており（1条）、本法における「地理的表示」の定義はTRIPS協定に倣っている。しかし、本法における地理的表示は、産品の性質・社会的評価・確立した特性の全てが生産地等に帰せられるものである必要があり（2条2項・3項）、TRIPS協定での定義より厳格な規定となっている。
本法では、EUの原産地名称保護制度と同様に、地理的表示を独立した知的財産権として保護を図っている。具体的には、生産者団体（農協・漁協など）が産品の特性と生産基準を策定した書面などを添付して申請し、農林水産大臣が地理的表示の登録と監督を行う（6条・第7条など）。
本法による地理的表示の登録第1号は、あおもりカシス（登録生産者団体：あおもりカシスの会）である。2024年（令和6年）3月27日時点で150産品が本法により地理的表示の登録がされている。

## 沿革
- 2014年（平成26年）
  - 6月18日 - 第186回国会で成立[2]。
  - 6月25日 - 公布[2]
- 2015年（平成27年）
  - 6月1日 - 施行[2]
  - 12月22日 - 最初の産品としてあおもりカシス・但馬牛・神戸ビーフ・夕張メロン・八女伝統本玉露・江戸崎かぼちゃ・鹿児島の壺造り黒酢の7件が登録[5]。
- 2017年（平成28年）
  - 9月15日 - 最初の日本国外の産品としてプロシュット・ディ・パルマ（パルマハム）が登録[5][6]。
- 2018年（平成29年）
  - 11月30日 - 日本・EU経済連携協定（日欧EPA）の発効に伴い、第197回国会で改正法（平成30年法律第88号）が成立[7]。主な改正内容は、先使用権の制限・広告における使用の規制・誤認のおそれのある表示の規制など[8][9]。
- 2019年（令和元年）
  - 2月1日 - 改正法が施行[10]。

## 地理的表示保護制度
地理的表示保護制度（ちりてきひょうじほごせいど）とは、地域に由来する自然的・人文的・社会的な要因によって育まれた（風味、香り、外観などの）品質、社会的評価等の特性を有する産品の名称を、地域の知的財産（地理的表示）として保護する制度である。

### 保護対象
地理的表示は、産品の性質・社会的評価・確立した特性の全てが生産地等に帰せられるものである必要があると定められている（2条2項・3項）ため、産品や生産地を特定できない名称の登録は拒否される（13条1項4号イ）が、生産地名を含む必要はなく、いぶりがっこ（登録番号第79号）のように地名を含んでいない表示が登録されている。保護を受けられる対象産品は、酒類・医薬品などを除く食用に供される農林水産物および飲食料品であると規定されている（2条1項）が、法令で工芸作物など食用でない農林水産物をも対象とされており、例えば伊予生糸（登録番号第10号）が登録されている。

### 生産者団体
登録を受ける主体は生産者団体である（6条）。本法における生産者団体とは、生産業者を直接又は間接の構成員とする団体であって、農林水産省令で定めるものをいう（2条5項）。ここで、生産者団体はいわゆる加入の自由のある団体（事業協同組合など）でなければならない（同項かっこ書）。なお、生産者団体は法人格を有していなくてもよく、この点において地域団体商標制度の主体要件（商標法7条の2第1項柱書）より緩和されている。
生産者団体は、産品の生産基準などを定めた明細書の作成または変更を行い、さらに産品について当該生産者団体の生産業者が当該明細書に適合して生産するために必要な指導、検査その他の業務（生産行程管理業務）を行うとされる（2条6項）。したがって、生産者団体は地理的表示の中核的な役割を果たすことが期待されており、この点においてINAOなどの準政府機関が指導や監督を行うフランスの制度と異なっている。なお、生産業者への指導などの業務を生産者団体から第三者に委託することも可能である。

### 申請手続き
地理的表示の保護を受けるには、生産者団体による農林水産大臣への申請が必要である（7条）。申請においては、農林水産物等の名称などを記載した申請書のほか、産品の特性などを定めた明細書および生産行程管理業務の方法に関する規定を記載した生産行程管理業務規程などを提出しなければならない（同条）。申請された地理的表示は公示され（8条）、専門家を交えた登録要件の判断を経て登録（GI登録）または登録の拒否がされる（11条ないし13条）。登録可否を判断するにあたり、産品やその名称が地理的表示の保護の対象になるかだけでなく、生産者団体の管理計画や経理能力についてもチェックされる（13条各号）。

### 保護の内容
登録された地理的表示は、生産者団体の生産業者以外が産品に使用することが禁止される（3条2項）。また、それに類似する表示や誤認させるおそれのある表示についても使用が禁止される（同項）。この規定に違反した使用に対しては、農林水産大臣がこうした表示を除去または抹消するよう命じることができ（5条1号）、これに従わない場合は刑事罰が科せられる（39条）。なお、生産者団体の生産業者の産品を原料として製造加工された製品（例えば、夕張メロンを使用したゼリーなど）については、生産者団体の生産業者以外でも使用できる（3条2項1号）。
なお、登録された地理的表示は、商標権と異なり、更新制度がなく、その費用も不要である。また、日欧EPAなどに基づき、日本国外と同様の制度を有する外国とのGIリストを交換することで、日本国外においても地理的表示の保護を図ることが可能となる。例えば、スペインのレストランにおいて南米産の牛肉に使用されていた「TROPICAL KOBE BEEF」の表示について、日本からの要請でEU当局が名称の削除を指導した事例がある。

### 商標法との関係
地理的表示保護制度は、産品の名称を地域ブランドとして保護するという性質上、商標権との抵触（競合）が問題になることがある。この観点から、本法および商標法には調整規定が設けられている。本法では、登録商標と同一または類似する名称であって、申請にかかる農林水産物等又はこれに類似する商品または役務に使用するものの登録は拒否され（13条1項4号ロ）、保護を受けることができない。また、地理的表示が既存の商標権と抵触する場合であっても、特定農林水産物等に地理的表示を使用する行為（例えば地理的表示を付すなど）には、不正競争の目的がない限り、その既存の商標権が及ばないことが商標法で規定されている（商標法26条3項）。一方で、商標法には登録された地理的表示の存在を理由として商標出願を拒絶する規定はない。したがって、地理的表示の登録後の出願であっても、地理的表示と同じ名称について商標登録を受けることはできる。

## GIマーク

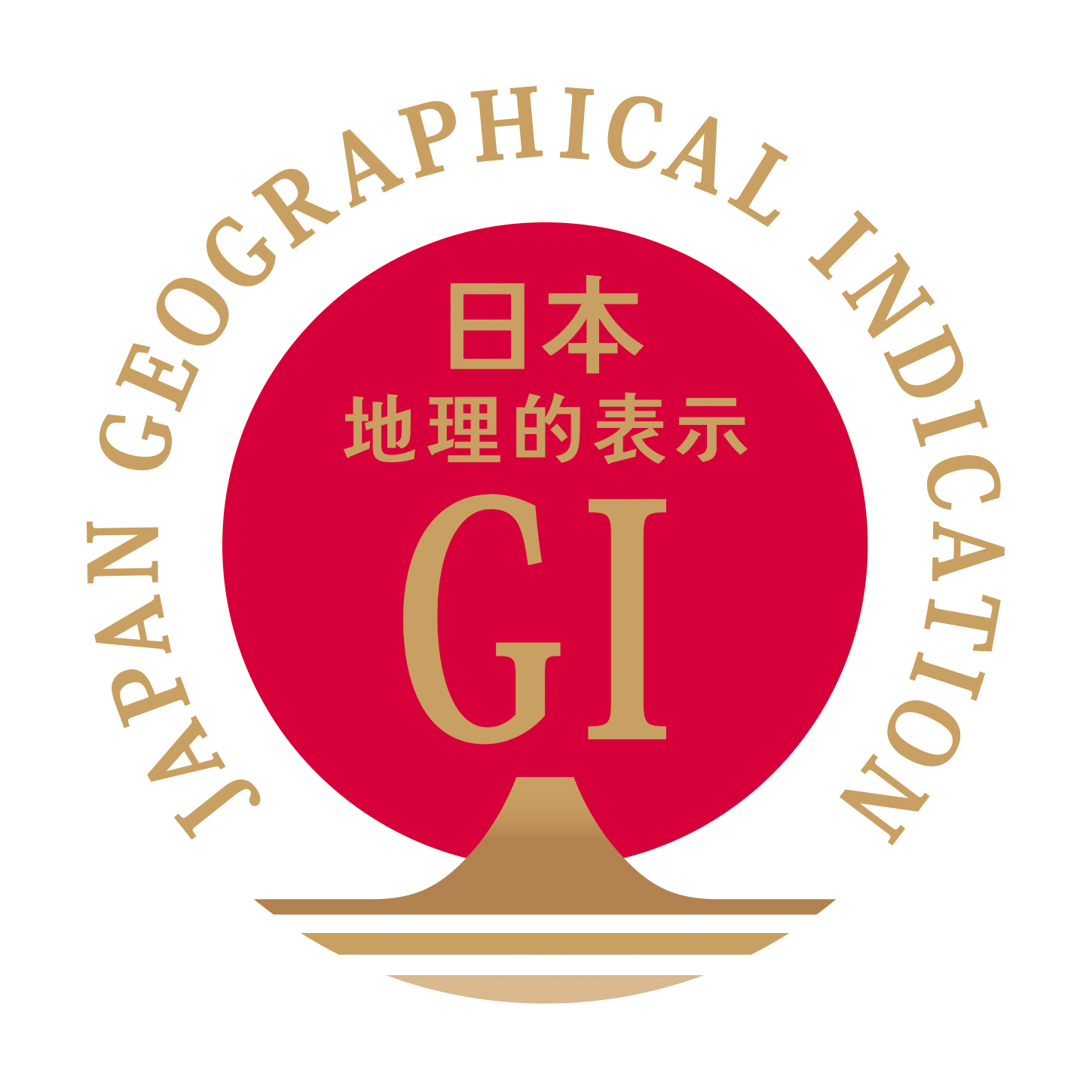
GIマーク。登録された地理的表示を使用する者は、産物やその包装等にこの標章を使用することができる（4条）。

GIマーク（ジーアイマーク）とは、地理的表示の登録がされた産品またはその包装などに使用することができる標章である（4条）。GIマークに同一または類似する標章を登録されていない産品に付す行為は禁止される（同条2項）。このような行為に対しては、農林水産大臣が標章を除去抹消するよう命じることができ（5条2号）、これに従わない場合は刑事罰が科せられる（40条）。
GIマークのデザインは、特定農林水産物等の名称の保護に関する法律施行規則（平成27年農林水産省令第40号）で定められており、⼤きな⽇輪を背負った富⼠⼭と⽔⾯をモチーフに、⽇本国旗の⽇輪の⾊である⾚や伝統・格式を感じる⾦⾊を使⽤し、⽇本らしさを表現しているデザインとなっている。
GIマークは農林水産省食料産業局長を商標権者とする日本の登録商標（商標登録第5756405号）である。また、2024年現在、GIマークは台湾・香港・EU・韓国・オーストラリア・ニュージーランド・カナダ・インド・フィリピン・ラオス・インドネシア・マレーシア・カンボジア・タイ・ミャンマーでも商標登録がされている。中国ではGIマークの著作権登録を行っており、第三者による商標出願の阻止を図っている。

## 評価
元国連食糧農業機関日本事務所長の高橋梯二は、「日本は、地域ごとの特徴ある自然・風土条件を生かし、それぞれに特徴のある高品質の農作物・食品をつくり、付加価値を高めていく農業を追求していくことが本道」だとしたうえで、「地理的表示保護法は、日本がヨーロッパ型の農業の方向に舵を切ったと受け止めることができ、画期的な法律であろう」と評価している。
また、元特許庁審判部長で明治大学法科大学院客員教授の高倉成男は、「大雑把な言い方をすれば」と断ったうえで「欧州のGI制度が起源的には『著名GI生産者の既得権益の保護』を目的として『下』からの突き上げによって創設されたものであるのに対し, 日本のGI制度は『地域農業の振興の機会の創出』を目的として『上』から提供されたものである」と分析している。
中国メディアの環球網は2016年に「日本の松坂牛、神戸牛は本当にそれほどすごいものなのか」(簡体字: 日本神户牛、松阪牛真有那么牛？）というタイトルで日本の地理的表示保護制度に関する評論記事を掲載した。この記事では、農林水産省が始めた「地理的表示保護制度」（GI制度）に基づき認証されているブランドについて、品質基準を満たしさえすれば、地域内の生産者は誰でもブランド名を使用できるが、欧米のそれは第三者機関による毎年の厳しい検査があるのに対し、日本の制度では一旦登録しさえすれば、生産者は年一回報告をするだけで登録を維持できるため、内容は欧米とは全く異なると指摘している。また、この制度は日本国内に限っての適用であるため、海外において商標乱用を撲滅することは不可能であり、「地理的表示保護制度」の目的は日本の特産品をただ多く海外へ輸出するための「トリック作り」であって、決して「特産品の保護」ではないと論評している。